# Нова Гребля (Чернігівський район)
Нова́ Гре́бля — знелюднене село в Україні, у Козелецькій селищній громаді Чернігівського району Чернігівської області. До 2016 року орган місцевого самоврядування — Стависька сільська рада.
З 2014 року в селі постійного населення не має. Живуть і господарюють лише дачники.

## Історія
Біля Нової Греблі виявлено поселення бронзової доби.
Згідно Списку селищ Малоросійської губернії 1799-1801 рр. в "деревнє" Нова Гребля проживало 15 душ.
У 1859 році на власницькому хуторі при Острі жили 22 особи на 5 домогосподарств, 1897 року — 94 на 17 домогосподарств, 1923 року — 139 на 13 дворів.
12 червня 2020 року, відповідно до розпорядження Кабінету Міністрів України № 730-р «Про визначення адміністративних центрів та затвердження територій територіальних громад Чернігівської області», територія села увійшла до складу Козелецької селищної громади.
19 липня 2020 року, в результаті адміністративно-територіальної реформи та ліквідації Козелецького району, село увійшло до складу Чернігівського району Чернігівської області.

## Населення

### Мова
Розподіл населення за рідною мовою за даними перепису 2001 року:
| Мова       | Кількість | Відсоток |
| ---------- | --------- | -------- |
| українська | 4         | 100%     |